# Lanusei
Lanusei (sardisk: Lanusè) er en by og en kommune (comune) i provinsen Nuoro i regionen Sardinien i Italien. Byen ligger i 595 meters højde og har 5.399 indbyggere (2016). Kommunen har et areal på 53,17 km² og grænser til kommunerne Arzana, Bari Sardo, Cardedu, Elini, Gairo, Ilbono, Jerzu, Loceri, Osini og Tertenia.